# Deinopis diabolica
Espèce
Deinopis diabolica est une espèce d'araignées aranéomorphes de la famille des Deinopidae.

## Distribution
Cette espèce est endémique du Salvador.

## Publication originale
- Kraus, 1956 : Eine neue Deinopide aus El Salvador (Arach., Araneae). Senckenbergiana biologica, vol. 37, p. 167-170.